# Springdale (Ohio)
Pour les articles homonymes, voir Springdale.
Springdale est une ville américaine située dans le comté de Hamilton, dans l'Ohio. Selon le recensement de 2010, sa population est de 11 223 habitants.